# 王永强 (明朝)
王永强（？—1649年），明末清初陕西吴堡县人。
王永强任清朝延安营参将，姜瓖在大同举兵反清时，他与姜瓖通谋。清朝延绥巡抚王正志、延绥总兵沈文华调王永强带兵马赴神木、府谷等处防河，1649年（顺治六年）二月十五日，王永强占领榆林，杀死王正志、沈文华和靖远道夏时芳，自称招抚大将军。随即二月二十一日，引兵南下，会同留守延安的王永镇占领延安。三月初九日，王永强亲到延安，杀清朝延安府知府宋从心。义军大振，佔領陕北十九个州县，委任了巡抚以下的各级官员。王永强还派兵渡黄河支援山西的抗清。
清廷命令屯驻于汉中的平西王吴三桂、固山额真李国翰部负责镇压王永强。三月十三日，吴三桂、李国翰会同汉羌总兵张天福、兴安镇游击盛嘉定各路兵马赶到咸阳，與陕西巡抚黄尔性、驻防西安满军首领吏部侍郎哈哈木会商进剿事宜。王永强在三月二十一日到达蒲城，計劃进攻西安。吴三桂北行至宜君，於是连夜赶回富平县。三月二十三日，双方相遇在流曲镇以北美原遭遇。列阵大战，因兵力不敌，被清军击败，王永强阵亡。四月初五日，清军攻破蒲城，屠城。